# Santa Cruz Alpuyeca
Santa Cruz Alpuyeca es una población del estado mexicano de Puebla, localizada en el municipio de Cuautinchán.

## Localización y demografía
Santa Cruz Alpuyeca se encuentra localizada al noroeste del territorio del municipio de Cuautinchán, a unos 15 kilómetros de la cabecera municipal, Cuautinchán, con la que se une por una carretera de terracería; dicha carrera la comunica también hacia el norte con las poblaciones de Casa Blanca y Amozoc de Mota. Sus coordenadas geográficas son 18°58′59″N 98°4′51″O / 18.98306, -98.08083 y su altitud es de 2 201 metros sobre el nivel del mar.
De acuerdo a los resultados del Censo de Población y Vivienda realizado en 2010 por el Instituto Nacional de Estadística y Geografía, tiene una población totl de 579 personas, de los que 298 son mujeres y 281 son hombres.

## Actualidad
El 6 de diciembre de 2019 ocurrió en Santa Cruz Alpuyeca la explosión de un polvorín donde se almacenaban juegos pirotécnicos y que causó un saldo de cuatro muertos y siete heridos.